# Ostrów Grabowski

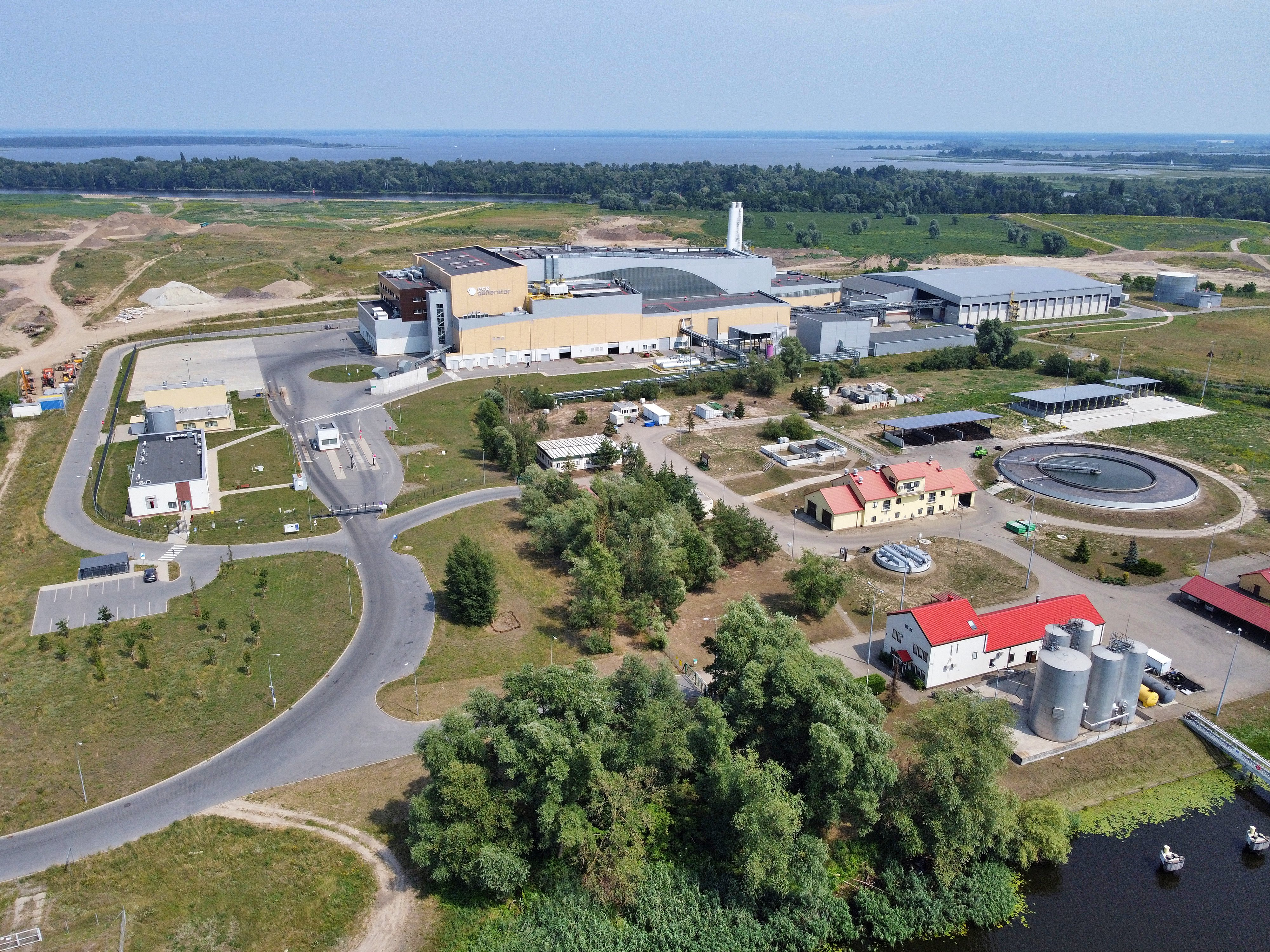
Spalarnia śmieci (EcoGenerator) i oczyszczalnia ścieków na terenie Ostrowa Grabowskiego

Ostrów Grabowski (do 1945 niem. Grabower Werder, od 1945 Wyspa Zielona, współcześnie jedynie w wydawnictwach wojskowych określana także jako Widzka Kępa) – dawna wyspa rzeczna na szczecińskim Międzyodrzu, powstała w procesie podziału wyspy Fette Ort. Obecnie połączona jest szeroką groblą z sąsiednią Łasztownią. 
Teren opływają wody powstałych w XX w. kanałów: Dębickiego, Grabowskiego (zastąpił on istniejący wcześniej ciek Grabower Graben), Przekopu Mieleńskiego, oraz rzeki Duńczycy. 
Obecna nazwa polska urzędowo wprowadzono została rozporządzeniem w 1949 roku, zastępując poprzednią nazwę niemiecką.

## Zagospodarowanie
W północnej części wyspy znajduje się przeznaczony do likwidacji rodzinny ogród działkowy „Ostrówek”. W części południowej działa oczyszczalnia ścieków „Ostrów Grabowski” i Zakład Termicznego Unieszkodliwiania Odpadów (spalarnia śmieci). Na wyspie zlokalizowane są także m.in. pola refulacyjne. Przed 1945 rokiem nad Duńczycą istniało kąpielisko Waldowshof oraz siedziba sportowy klubu pływackiego Waspo Stettin.
W ciągu kilkunastu lat po II wojnie światowej osiedliło się tu kilkanaście rodzin pochodzących głównie z Kresów. Pracowali w porcie i stoczniach, ale też trudnili się rolnictwem i rybołówstwem. W okresie przed usypaniem grobli na stały ląd można było się dostać jedynie łódką lub lodem w okresie zimowym. W latach siedemdziesiątych XX w. dyrekcja portu zadecydowała o zajęciu wyspy na potrzeby planowanej bazy kontenerowej (nigdy nie powstałej na tym terenie, pomijając budowę Nabrzeża Fińskiego). Mieszkańcom przydzielono mieszkania w blokach z wielkiej płyty. W 1998 wyspę zamieszkiwały dwie kobiety.